# Cooks gierzwaluw
De Cooks gierzwaluw (Apus cooki) is een vogel uit de familie van de gierzwaluwen (Apodidae).

## Verspreiding en leefgebied
De soort komt voor in Cambodja, Laos, Myanmar, Thailand, Vietnam en China.